# Frank Vincent
Frank Vincent Gattuso Jr. (North Adams, Massachusetts, 1937. április 15. – New Jersey, 2017. szeptember 13.) olasz származású amerikai  színész, zenész, író és vállalkozó.
Több Martin Scorsese által rendezett filmben szerepelt: Dühöngő bika (1980), Nagymenők (1990) és Casino (1995). A Grand Theft Auto videójáték-sorozatban Salvatore Leone maffiavezér hangját kölcsönözte. Legismertebb televíziós alakítása az HBO Maffiózók című sorozatában volt, amelynek 5. évadától Phil Leotardo maffiavezér szerepét alakította.

## Fiatalkora
A szicíliai és nápolyi ősökkel rendelkező Vincent Jersey Cityben nőtt fel. Apja, idősebbik Frank Vincent Gattuso fémipari munkás és üzletember volt. Két fiú- és egy lánytestvére van (Nick, Jimmy, Fran).

## Pályafutása
Mivel dobon, trombitán és zongorán is játszott, Vincent eredetileg zenei pályafutásról álmodott. 1976-ban a színészkedés felé fordult, amikor a The Death Collector című gengszterfilmben Joe Pesci oldalán szerepelt. Az alkotást látva figyelt fel rájuk Robert De Niro és Martin Scorsese figyelmébe ajánlotta őket. Scorsese-t lenyűgözte az alakításuk, és felkérte Vincentet egy jelentős mellékszerepre az 1980-as Dühöngő bika című életrajzi drámában. A filmben újra Pescivel szerepelt, a főszereplőt, Jake LaMotta bokszolót pedig De Niro játszotta.
Egyik legjobb alakítását 1987-ben, a Juan José Jusid Made in Argentina című rendezésében nyújtotta, egy gazdag manhattani üzletember szerepét játszotta el. 1989-ben, illetve 1991-ben Vincent két kisebb szerepet kapott a Szemet szemért és Dzsungelláz című Spike Lee-filmekben.
Scorsese 1990-es a Nagymenők című gengszterfilmjében a Gambino maffiacsalád Billy Batts nevű emberét alakította. Ugyancsak Scorsese rendezte az 1995-ös Casinot, melyben Frank Marino maffiózó szerepét játszotta el, ismét Joe Pesci oldalán.
1996-ban Nas rapper Street Dreams című videóklipjében volt látható, amint újra Frankie Marino-t alakította. Az 1996-os Gotti című életrajzi filmben Robert „DiB” DiBernardo maffiózót, John Gotti maffiavezér üzlettársát testesítette meg. Az HBO a Maffiózók drámasorozatában egy könyörtelen New York-i maffiózó, Phil Leotardo szerepét játszotta el. Leotardo a Lupertazzi maffiacsalád tagjaként Tony Soprano egyik fő ellenségévé lép elő a sorozat utolsó évadában. Eredetileg Junior bácsi szerepére hallgatták meg, de David Chase végül Leotardo szerepét adta neki, előbbit pedig Dominic Chianese kapta.
2000-ben a De La Soul All Good? című dalának videóklipjében volt látható. 2001-ben Salvatore Leone maffiavezér szinkronhangja volt a Grand Theft Auto III videójátékban. Később visszatért ebbe a szerepbe a Grand Theft Auto: San Andreas (2004) és a Grand Theft Auto: Liberty City Stories (2005) játékokban is. 2003-ban a This Thing of Ours című film főszereplőjeként egy bankrablásra készülő banda fejét alakította. 2009-ben Maffiózók–beli kollégájával, Steve Schirripa-val a Csillagkapu: Atlantisz sorozatának Vegas című epizódjában szerepeltek. 2009-ben a Chicago Overcoat gengszterfilm főszerepében volt látható.
Több reklámban is szerepelt, így a Miller, a Peugeot, a Cîroc, az Aflac és a Permanent TSB hirdetéseiben is látható volt. 2006-ban kiadta első könyvét, A Guy's Guide to Being a Man's Man címmel, mely pozitív kritikákat kapott.
Saját vállalkozásával kézzel sodort szivarokat dobott a piacra, melyek címkéjén saját arcképe látható.

## Magánélete
Vincent a New Jersey-i Nutley-ben élt. Feleségével, Kathleen-nel három gyerekük született. Fia, Anthony Vincent kaszkadőrként dolgozik.
Dobosként az Atlantic City-i Borgata hotelben is fellépett, amikot Bruce Willis zenekarával zenélt együtt. 2003-ban vezette fel az Aerosmith egyik telt házas koncertjét a Madison Square Garden-ben.
2017. szeptember 13-án, 80 éves korában hunyt el, miután nyílt szívműtéten esett át.

## Filmográfia

### Film
| Év   | Magyar cím                   | Eredeti cím                          | Szerep                                            | Magyar hang                   |
| ---- | ---------------------------- | ------------------------------------ | ------------------------------------------------- | ----------------------------- |
| 1976 |                              | The Death Collector                  | Bernie Feldshuh                                   |                               |
| 1980 | Dühöngő bika                 | Raging Bull                          | Salvy „Batts”                                     | Horváth László                |
| 1980 | Dühöngő bika                 | Raging Bull                          | Salvy „Batts”                                     | Schneider Zoltán              |
| 1982 |                              | Dear Mr. Wonderful                   | Louie                                             |                               |
| 1983 | Szeress belém                | Baby It's You                        | Vinnie                                            |                               |
| 1983 | Örökkön örökség              | Easy Money                           | Gengszter esőkabátban (nem szerepel a stáblistán) |                               |
| 1984 | Az alvilág pápája            | The Pope of Greenwich Village        | Az 1. banda vezére                                |                               |
| 1985 |                              | Stiffs                               | gengszter                                         |                               |
| 1986 | Nagyokosok                   | Wise Guys                            | Louie Fontucci                                    |                               |
| 1987 |                              | Made in Argentina                    | Vito                                              |                               |
| 1988 |                              | Lou, Pat & Joe D                     | Pop Corelli                                       |                               |
| 1989 | Szemet szemért               | Do the Right Thing                   | Charlie                                           | Kőszegi Ákos                  |
| 1989 | Utolsó kijárat Brooklyn felé | Last Exit to Brooklyn                | pap                                               |                               |
| 1989 |                              | The Afterlife of Grandpa (rövidfilm) | Vinny Valenti                                     |                               |
| 1990 | Nagymenők                    | Goodfellas                           | Billy Batts                                       | Balázsi Gyula                 |
| 1990 | Nagymenők                    | Goodfellas                           | Billy Batts                                       | Áron László                   |
| 1990 | Nagymenők                    | Goodfellas                           | Billy Batts                                       | Szersén Gyula                 |
| 1990 | Nagymenők                    | Goodfellas                           | Billy Batts                                       | Faragó András                 |
| 1990 | Nagymenők                    | Goodfellas                           | Billy Batts                                       | Mihályi Győző                 |
| 1990 | Az utcai vadász              | Street Hunter                        | Don Mario Romano                                  | Forgács Gábor                 |
| 1990 | Az utcai vadász              | Street Hunter                        | Don Mario Romano                                  | Ujlaki Dénes                  |
| 1991 | Öldöklő vágyak               | Mortal Thoughts                      | Dominic, Joyce apja                               | Szersén Gyula                 |
| 1991 | Dzsungelláz                  | Jungle Fever                         | Mike Tucci                                        | Dengyel Iván                  |
| 1994 | Federal Hill                 | Federal Hill                         | Sal                                               |                               |
| 1994 |                              | Men Lie                              | Frank bácsi                                       |                               |
| 1994 | Két fivér egy zsákban        | Hand Gun                             | Earl                                              |                               |
| 1995 | A pénz ördöge                | Ten Benny                            | id. Ray Diglovanni                                |                               |
| 1995 | Casino                       | Casino                               | Frank Marino                                      | Szersén Gyula (1-2. szinkron) |
| 1995 | Casino                       | Casino                               | Frank Marino                                      | Barbinek Péter (3. szinkron)  |
| 1995 |                              | Animal Room                          | játékterem-tulajdonos                             |                               |
| 1996 | Ő az igazi                   | She's the One                        | Ron                                               | Rosta Sándor                  |
| 1996 | Manhattanre leszáll az éj    | Night Falls on Manhattan             | százados                                          | Vizy György                   |
| 1996 |                              | West New York                        | Tom Colletti                                      |                               |
| 1997 |                              | Grind                                | Nick                                              |                               |
| 1997 | Cop Land                     | Cop Land                             | Lassaro PDA-elnök                                 |                               |
| 1997 |                              | The North End                        | Dom Di Bella                                      |                               |
| 1997 |                              | The Deli                             | Tommy Tomatoes                                    |                               |
| 1997 |                              | Made Men                             | Tommy „The Bull” Vitaglia                         |                               |
| 1998 | Rejtett áramlat              | Undercurrent                         | Eddie Torelli                                     | Gruber Hugó                   |
| 1998 | Könnyű pénz                  | Belly                                | Roger                                             |                               |
| 1999 | Entrópia                     | Entropy                              | Sal                                               |                               |
| 1999 |                              | Penance (rövidfilm)                  | öngyilkos                                         |                               |
| 2000 | Hát nem édes?                | Isn't She Great                      | Onasszisz                                         |                               |
| 2000 | Zsaru pánikban               | Gun Shy                              | Carmine Minetti                                   | Varga Tamás                   |
| 2000 | Ahogy tetszem                | If You Only Knew                     | Gino                                              |                               |
| 2000 |                              | Ropewalk                             | ismeretlen szerep                                 |                               |
| 2000 | Kereszttaták                 | The Crew                             | Marty                                             |                               |
| 2000 | Pokolkapu                    | Under Hellgate Bridge                | Big Sal                                           | Áron László                   |
| 2001 |                              | Smokin' Stogies                      | Johnny Big                                        |                               |
| 2001 |                              | Snipes                               | Johnnie Marandino                                 |                               |
| 2002 |                              | Hamlet in the Hamptons               | Michael                                           |                               |
| 2003 |                              | A Tale of Two Pizzas                 | Frank Bianco                                      |                               |
| 2003 |                              | This Thing of Ours                   | Danny Santini                                     |                               |
| 2003 |                              | Remembering Mario                    | Joey Big Ears                                     |                               |
| 2004 | Cápamese                     | Shark Tale                           | III. Nagy fehér cápa (hangja)                     |                               |
| 2004 |                              | Coalition                            | Alvaro                                            |                               |
| 2005 |                              | Remedy                               | Charles bácsi                                     |                               |
| 2005 |                              | Van Vorst Park                       | Carlo                                             |                               |
| 2006 |                              | The Last Request                     | Brice atya                                        |                               |
| 2007 |                              | City Teacher                         | ismeretlen szerep                                 |                               |
| 2007 |                              | Lucky Man                            | Paulie                                            |                               |
| 2009 |                              | Chicago Overcoat                     | Lou Marazano                                      |                               |
| 2010 |                              | Stiffs                               | Jimmy the Limo King                               |                               |
| 2010 |                              | The Tested                           | Marino hadnagy                                    |                               |
| 2011 |                              | Spy                                  | Gaetano                                           |                               |

### Televízió
| Év        | Magyar cím                               | Eredeti cím                             | Szerep                 | Megjegyzések                                  |
| --------- | ---------------------------------------- | --------------------------------------- | ---------------------- | --------------------------------------------- |
| 1987      |                                          | Leg Work                                | nyomozó                | 1 epizód                                      |
| 1989      |                                          | The Paradise Club                       | Walter MacHeath        | 1 epizód                                      |
| 1991      | Szolgálatban: A maffia törvénye          | Dead and Alive: The Race for Gus Farace | Joseph F. Zanni Jr.    | tévéfilm                                      |
| 1991–1999 | Esküdt ellenségek                        | Law & Order                             | John Franchetta / J.Z. | 2 epizód                                      |
| 1992      |                                          | Civil Wars                              | Matty DiNofrio         | 1 epizód                                      |
| 1993      | Az ifjú Indiana Jones kalandjai          | The Young Indiana Jones Chronicles      | John Torrio            | 1 epizód                                      |
| 1994      | Walker, a texasi kopó                    | Walker, Texas Ranger                    | Paul Mancini           | - 1 epizód - magyar hangja: - Halmágyi Sándor |
| 1996      |                                          | On Seventh Avenue                       | Angelo Occipente       | tévéfilm                                      |
| 1996      |                                          | Swift Justice                           | Tony Accardo           | 1 epizód                                      |
| 1996      | Gotti                                    | Gotti                                   | Robert DiBernardo      | - tévéfilm - magyar hangja: - Szersén Gyula   |
| 1996–1997 | Veszélyes küldetés                       | New York Undercover                     | Bates / Ray Tarrafino  | 2 epizód                                      |
| 1997      |                                          | Cosby                                   | Dorothy férje          | 1 epizód                                      |
| 1998      | A maffia tanúja                          | Witness to the Mob                      | Frankie DeCicco        | tévéfilm                                      |
| 1998      | Pénzforgatók                             | Vig                                     | Pete                   | tévéfilm                                      |
| 1999      | Komputerzsaruk                           | NetForce                                | Johnny Stompato        | tévéfilm                                      |
| 2000      | New York rendőrei                        | NYPD Blue                               | Dino Ferrera           | 1 epizód                                      |
| 2003      |                                          | Rubout                                  | Frank Santello         | tévéfilm                                      |
| 2004–2007 | Maffiózók                                | The Sopranos                            | Phil Leotardo          | 30 epizód                                     |
| 2008      | Csillagkapu: Atlantisz                   | Stargate: Atlantis                      | pókerjátékos           | 1 epizód                                      |
| 2014–2016 |                                          | Mr. Pickles                             | Jon Gabagooli (hangja) | 2 epizód                                      |
| 2016      | Esküdt ellenségek: Különleges ügyosztály | Law & Order: Special Victims Unit       | Cattalano püspök       | 1 epizód                                      |
| 2017      |                                          | Neo Yokio                               | Albert bácsi (hangja)  | 1 epizód                                      |

### Videójáték
| Év   | Cím                                    | Szerep                   |
| ---- | -------------------------------------- | ------------------------ |
| 2001 | Grand Theft Auto III                   | Salvatore Leone (hangja) |
| 2004 | Grand Theft Auto: San Andreas          | Salvatore Leone (hangja) |
| 2005 | Grand Theft Auto: Liberty City Stories | Salvatore Leone (hangja) |

## Díjai, elismerései
Munkássága során 3 díjat és 1 jelölést kapott.
| Év   | Díj                              | Kategória                            | Jelölt mű | Eredmény |
| ---- | -------------------------------- | ------------------------------------ | --------- | -------- |
| 2005 | Garden State Film Festival       | Életműdíj                            | –         | Elnyerte |
| 2007 | Screen Actors Guild-díj          | Legjobb szereplőgárda (drámasorozat) | Maffiózók | Jelölve  |
| 2008 | Screen Actors Guild-díj          | Legjobb szereplőgárda (drámasorozat) | Maffiózók | Elnyerte |
| 2011 | SoHo International Film Festival | NYC Icon-díj                         | –         | Elnyerte |